# Jack Axelrod
Jack Axelrod (* 25. Januar 1930 in Los Angeles, Kalifornien; † 28. November 2023 ebenda) war ein US-amerikanischer Schauspieler jüdischer Abstammung mit einer über 55 Jahre umfassenden Karriere auf der Bühne und vor der Kamera.

## Leben
Axelrod war der Sohn von Esther Rosenthal und Samuel Maier und wuchs in Los Angeles auf. Als junger Mann arbeitete er im Familienbetrieb seines Vaters, der Grabdenkmäler für jüdische Friedhöfe anfertigte. Sein Vater nahm ihn laut eigenen Aussagen regelmäßig mit zum Rathaus um Sterberegister durchzugehen; danach schickten sie den Angehörigen Informationen und Angebote, was er zutiefst ablehnte.
Nach dem Ende seiner Schulzeit studierte Axelrod Architektur an der University of California, Berkeley, später belegte er auch Schauspielkurse. Während des Koreakriegs diente er als U.S. Corporal und war von Februar 1953 bis Februar 1955 in Deutschland stationiert. Im Anschluss an den Militärdienst schloss er 1956 sein Studium mit einem Bachelor ab und wurde später in Washington als Architekt zugelassen. Er lebte auch ein Jahr in Chile, wo er an einem Roman mit dem Titel The Architect arbeitete. Nachdem er sein Vorhaben nach dem dritten Entwurf aufgegeben hatte und ihm das Geld ausgegangen war, kehrte er in die Vereinigten Staaten zurück, wo er fortan in New York lebte.
Bereits während seiner Studienzeit hatte er seine Leidenschaft für die Schauspielerei entdeckt und hatte erste Bühnenerfahrungen gesammelt, beispielsweise in Onkel Wanja. Um sein Wissen zu vertiefen absolvierte er, neben seiner Arbeit als Architekt, ein sechsjähriges Schauspielstudium unter der renommierten deutschen Schauspielerin Uta Hagen am HB Studio von Herbert Berghof in New York City. Ab Mitte der 1960er Jahre widmete er sich zunehmend seiner Karriere als Schauspieler.
In den letzten Jahren seines Lebens lebte er zurückgezogen und verbrachte viel Zeit in der Natur mit Zeichnen, Lesen und der Rezitation von Shakespeare-Sonetten. Er starb im Alter von 93 Jahren an Altersschwäche.

## Karriere
Nach seinem Studium spielte er zunächst von 1957 bis 1958 Regionaltheater am Pittsburgh Playhouse und arbeitete anschließend von 1958 bis 1964 als Architekt für Cooper Milliken in Old Town im US-Bundesstaat Maine. Zwischen 1965 und 1975 war er zudem Teil des Ensembles des ACT Contemporary Theaters in Seattle und war regelmäßig in deren Produktionen zu sehen.
Seinen Durchbruch als Schauspieler hatte Axelrod erst spät – im Alter von 39 Jahren – am Broadway und Off-Broadway. So war er 1969 als Banquo in einer Off-Broadway-Produktion von Macbeth zu sehen, 1970 als Jinnah Sahib in Gandhi, sowohl am Off-Broadway als auch am Broadway, und 1976 spielte er verschiedenen Rollen in Herzl.
Sein Debüt vor der Kamera hatte Axelrod bereits 1971 in Woody Allens Film Bananas und in einer Folge von Kojak – Einsatz in Manhattan im Jahr 1977. Ab Anfang der 1980er widmete er sich zunehmend seiner Karriere vor der Kamera und verlegte seinen Lebensmittelpunkt zurück nach Los Angeles, spielte allerdings auch dort weiterhin regelmäßig Theater.
In den folgenden Jahren trat er in zahlreichen Filmen auf, darunter Hancock (2008), Meine Frau, unsere Kinder und ich (2010), Transformers 3 (2011) und Super 8 (2011). Im Fernsehen erlangte er Bekanntheit durch seine Rolle als Victor Jerome in der Serie General Hospital. Zudem war er in beliebten Serien wie Grey’s Anatomy als Charlie Yost, Scrubs – Die Anfänger, Alias – Die Agentin und 2005 als „Elektrolarynx“-Typ in My Name Is Earl zu sehen: im Gegensatz zu seiner Rolle benötigte Axelrod im wirklichen Leben keine elektronische Sprechhilfe (Elektrolarynx). Seinen letzten Auftritt vor der Kamera hatte er im Jahr 2020 in dem Film Bad Therapy.
Neben der Arbeit vor der Kamera lehrte er ab Mitte der 1970er Jahre bis Anfang der 1990er Jahre Schauspiel an mehreren Universitäten: Brandeis University (1973–1974), University of Wisconsin (1976), Pennsylvania State University (1977–1978), Temple University (1979–1981), Boston University (1981–1982), University of Michigan (1982) und California State University, Northridge (1986–1990). Er lehrte auch am California Institute of the Arts (CalArts). Im Dezember 2009 war er zudem Gastdozent des Aaron Speiser Acting Studio. Axelrod gehörte der Actors’ Equity Association, der Screen Actors Guild und der American Federation of Television and Radio Artists an.
Im deutschen Sprachraum wurde Axelrod unter anderem von Leo Bardischewski, Jörg Döring, Mauro Grassi, Peter Groeger, Freimut Götsch, Alexander Hauff, Gerd Holtenau, Hans-Gerd Kilbinger, Jürgen Kluckert, Lothar Köster, Erich Ludwig, Christian Mey, Klaus Münster, Karl Heinz Oppel, Michael Rüth, Wolfgang Thal, Georg Tryphon und Hasso Zorn synchronisiert.

## Filmografie

### Film
- 1971: Bananas
- 1985: The Incredible Sensorium (Kurzfilm)
- 1985: Nicht meine Tochter (Fernsehfilm)
- 1990: Ballerina (Faith)
- 1990: Hammer, Slammer, & Slade (Fernsehfilm)
- 1993: Böse Schatten (Fernsehfilm)
- 1997: Walking to Waldheim (Kurzfilm)
- 1999: Through Thick and Thin (Kurzfilm)
- 2000: Vice
- 2000: Something to Sing About (Fernsehfilm)
- 2001: Road to Redemption
- 2004: Blowing Smoke (Fernsehfilm)
- 2006: Christmas Do-Over (Fernsehfilm)
- 2008: Hancock
- 2008: Winged Creatures
- 2009: (K)ein bisschen schwanger
- 2009: Table for Three
- 2010: Ollie Klublershturf gegen die Nazis
- 2010: Meine Frau, unsere Kinder und ich
- 2011: Fred & Vinnie
- 2011: Super 8
- 2011: Transformers 3: Die dunkle Seite des Mondes
- 2011: J. Edgar
- 2013: Lone Ranger
- 2013: Coffee Town
- 2015: Adulthood
- 2020: Bad Therapy

### Fernsehserien
- 1977: Kojak – Einsatz in Manhattan
- 1984: Polizeirevier Hill Street
- 1983–1984: Dallas
- 1986: The Judge
- 1987: Der Denver-Clan
- 1987: Outlaws
- 1987–1989: General Hospital
- 1989: Harrys wundersames Strafgericht
- 1989–1990: Unter der Sonne Kaliforniens
- 1992: Murphy Brown
- 1999: Alle lieben Raymond
- 1999: Das Leben und Ich
- 1999: G vs E
- 1999: Jack & Jill
- 1999: Dharma & Greg
- 2000: Star Trek: Raumschiff Voyager
- 2000: Gideon’s Crossing
- 2001: Lady Cops – Knallhart weiblich (The Division)
- 2001: Philly
- 2001: Alias – Die Agentin
- 2002: Meine Frau, ihr Vater und ich (In-Laws)
- 2003: Frasier
- 2003: Absolut relativ
- 2004: The Help
- 2005: Malcolm mittendrin
- 2005–2008: My Name Is Earl
- 2006: Scrubs – Die Anfänger
- 2006: It’s Always Sunny in Philadelphia
- 2006–2007: Grey’s Anatomy – Die jungen Ärzte
- 2008: Eli Stone
- 2009: Star-ving (Webserie)
- 2009: Secret Girlfriend
- 2010: Private Practice
- 2010: Hawthorne
- 2011: Criminal Minds: Team Red
- 2011: Franklin & Bash
- 2011: Love Bites
- 2011: Hot in Cleveland
- 2011: Dexter
- 2012: Shameless – Nicht ganz nüchtern
- 2012: Das Büro (The Office)
- 2012: The Beauty Inside (Webserie)
- 2012: Raising Hope
- 2012: Animal Practice
- 2012–2013: Navy CIS
- 2013: Family Tools
- 2013: Hawaii Five-0
- 2014: Kirstie
- 2014: Legit
- 2014: Mystery Girls
- 2014: Mulaney
- 2015: Playing House
- 2015–2019: Modern Family
- 2016: Brooklyn Nine-Nine
- 2016: Animals.
- 2016: Ray Donovan
- 2016: Gilmore Girls: Ein neues Jahr (Miniserie)
- 2017: Baskets
- 2017: Dice
- 2018: Speechless
- 2018: Seattle Firefighters – Die jungen Helden
- 2018: No Activity

## Theater (Auswahl)
- 1965: Oh Dad, Poor Dad, Mamma’s Hung You in the Closet and I’m Feelin’ So Sad (ACT, A Contemporary Theater, Seattle)
- 1965: Cat on a Hot Tin Roof (ACT, A Contemporary Theater, Seattle)
- 1965: Dark of the Moon (ACT, A Contemporary Theater, Seattle)
- 1968: The Royal Hunt of the Sun (ACT, A Contemporary Theater, Seattle)
- 1969: Macbeth (Roundabout Stage II, Off-Broadway, New York City)
- 1970: Gandhi (Playhouse Theatre, Off-Broadway und Broadway, New York City)
- 1970: Tug of War (Roundabout Stage II, Off-Broadway, New York City)
- 1971: The Love Suicide at Schofield Barracks (HB Playwrights Theatre, New York)
- 1971: The Night Thoreau Spent In Jail (ACT, A Contemporary Theater, Seattle)
- 1971: Plaza Suite (ACT, A Contemporary Theater, Seattle)
- 1971: A Cry of Players (ACT, A Contemporary Theater, Seattle)
- 1972: My Fair Lady (Chateau de Ville Dinner Theatre, Framingham und Saugus)
- 1972: The Trial of the Catonsville Nine (ACT, A Contemporary Theater, Seattle)
- 1972: Moonchildren (ACT, A Contemporary Theater, Seattle)
- 1973: Hedda Gabler und The Miser
- 1974: The Hot l Baltimore (ACT, A Contemporary Theater, Seattle)
- 1974: A Streetcar Named Desire (ACT, A Contemporary Theater, Seattle)
- 1976: Herzl (Palace Theatre, Broadway, New York City)
- 1978: The Fantasticks (Musical)
- 1978: Waiting for Godot
- 1979: How the Other Half Loves
- 1983: In the Matter of J. Robert Oppenheimer (Odyssey Theatre, Odyssey II, Los Angeles)
- 1984: Gypsy (Terrace Theater, Long Beach)
- 1987: Cold Sweat (South Coast Repertory, Costa Mesa)
- 1989: Autumn Elegy
- 1989: I’m Not Rappaport
- 1997: The Gin Game (Center Theatre, Long Beach)
- 1998: The Sunshine Boys (New Harmony Theatre, New Harmony)
- 2004: Tuesdays with Morrie (Laguna Playhouse Moulton Theatre, Laguna Beach)
- 2006: Tuesdays with Morrie (Dean Lesher Center, Center Repertory Company, Walnut Creek)
- 2009: Visiting Mr. Green (Colony Theatre, Los Angeles)
- 2012: Theatre in the Dark: Dark (Odyssey Theatre, Los Angeles)
- 2012: Theatre in the Dark: More Dark (Odyssey Theatre, Los Angeles)
- 2012: Theatre in the Dark: Beyond Dark (Odyssey Theatre, Los Angeles)
- 2013: I’m Not Rappaport (Pico Playhouse, West Coast Jewish Theatre, Los Angeles)